# Mołodawo Persze
Mołodawo Persze (ukr. Молодаво Перше) – wieś na Ukrainie, w obwodzie rówieńskim, w rejonie dubieńskim. W 2001 roku liczyła 335 mieszkańców.